# 星野秀平
星野 秀平（ほしの しゅうへい、1995年12月19日 - ）は、埼玉県出身のプロサッカー選手。ポジションはFW。

## クラブ歴
流通経済大学付属柏高等学校から流通経済大学に進学。2018年にアルビレックス新潟シンガポールに加入。23試合で19得点を記録し得点王を獲得、クラブのリーグ優勝にも大きく貢献した。同年のスルタン・オブ・セランゴール・カップのメンバーにも選出され、同大会で得点も記録、1-1の引分に試合を持ち込んだものの、PK戦で5-3とされ、PKNS FCに敗北した。
2019年は韓国・ナショナルリーグの釜山交通公社FCに移籍。しかし12試合1得点とシンガポール時代のような活躍を見せる事は出来なかった。
2020年はシンガポールに戻り、バレスティア・カルサFCに加入した。3月7日に行われた古巣、アルビレックス新潟シンガポール戦で移籍後初得点を記録した。
2023年12月23日、古巣のアルビレックス新潟シンガポールに移籍。
2025年6月6日、アルビレックス新潟シンガポール退団が発表された。
2025年7月15日、ゲイラン・インターナショナルFC加入が発表された。